# Rather Straße 5 (Arnoldsweiler)

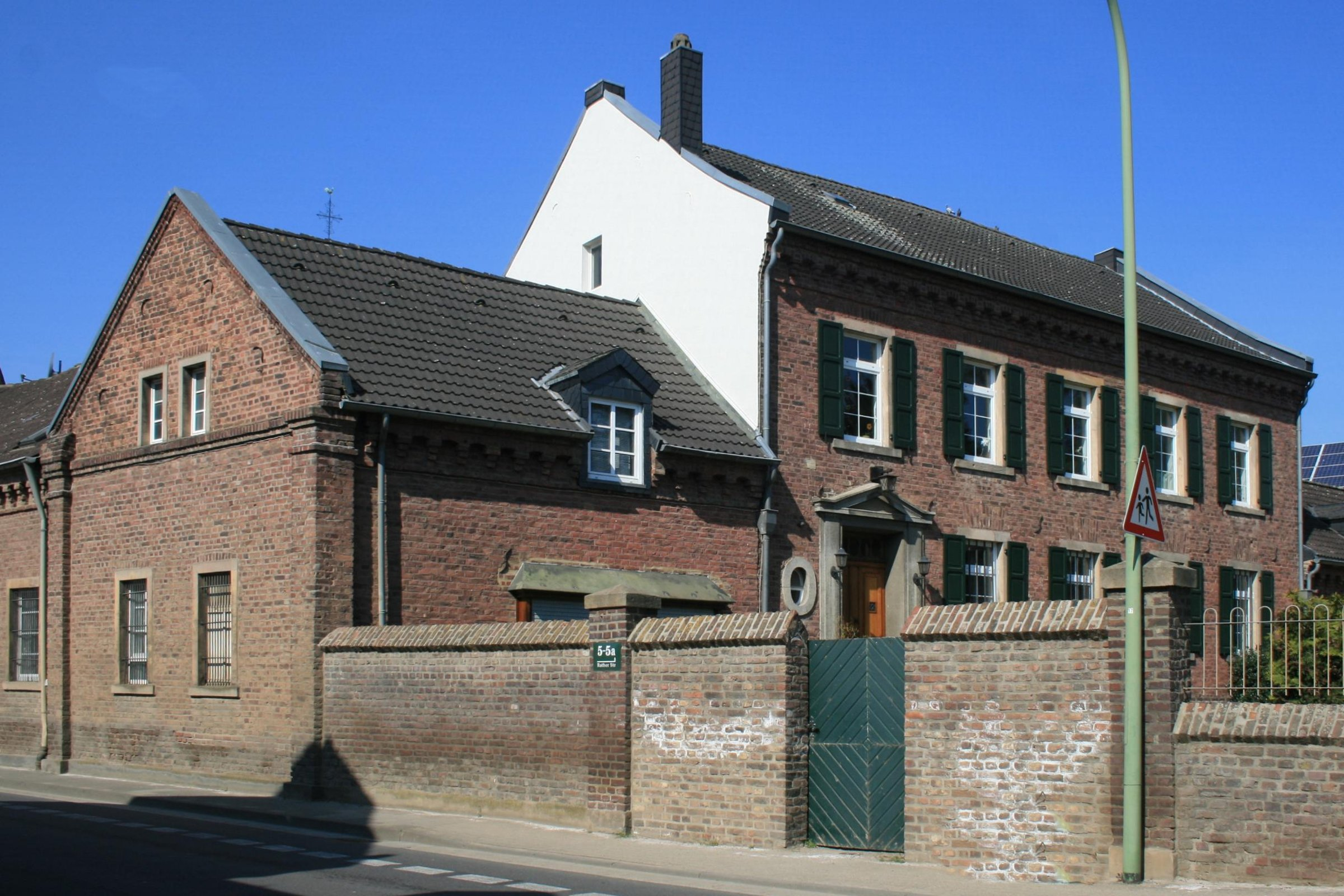

Das Gebäude Rather Straße 5 befindet sich im Dürener Stadtteil Arnoldsweiler in Nordrhein-Westfalen. 
Die Hofanlage stammt nach einer inschriftlichen Datierung aus dem Jahre 1909. Sie wurde als Spießerhof erbaut, heute heißt sie Hof Minten. 
Der große vierseitig einheitlich gestaltete Backsteinhof hat an der Straßenseite Wirtschaftsgebäude und Tordurchfahrten. Seitlich schließt sich ein zweigeschossiges fünfachsiges Wohnhaus mit spätklassizistischem Eingang und großer Freitreppe an. Die Gewände sind aus Werkstein gefertigt. Im hinteren Bereich steht eine Scheune.
Das Bauwerk ist unter Nr. 13/006 in die Denkmalliste der Stadt Düren eingetragen.